# Woszczynka zmienna

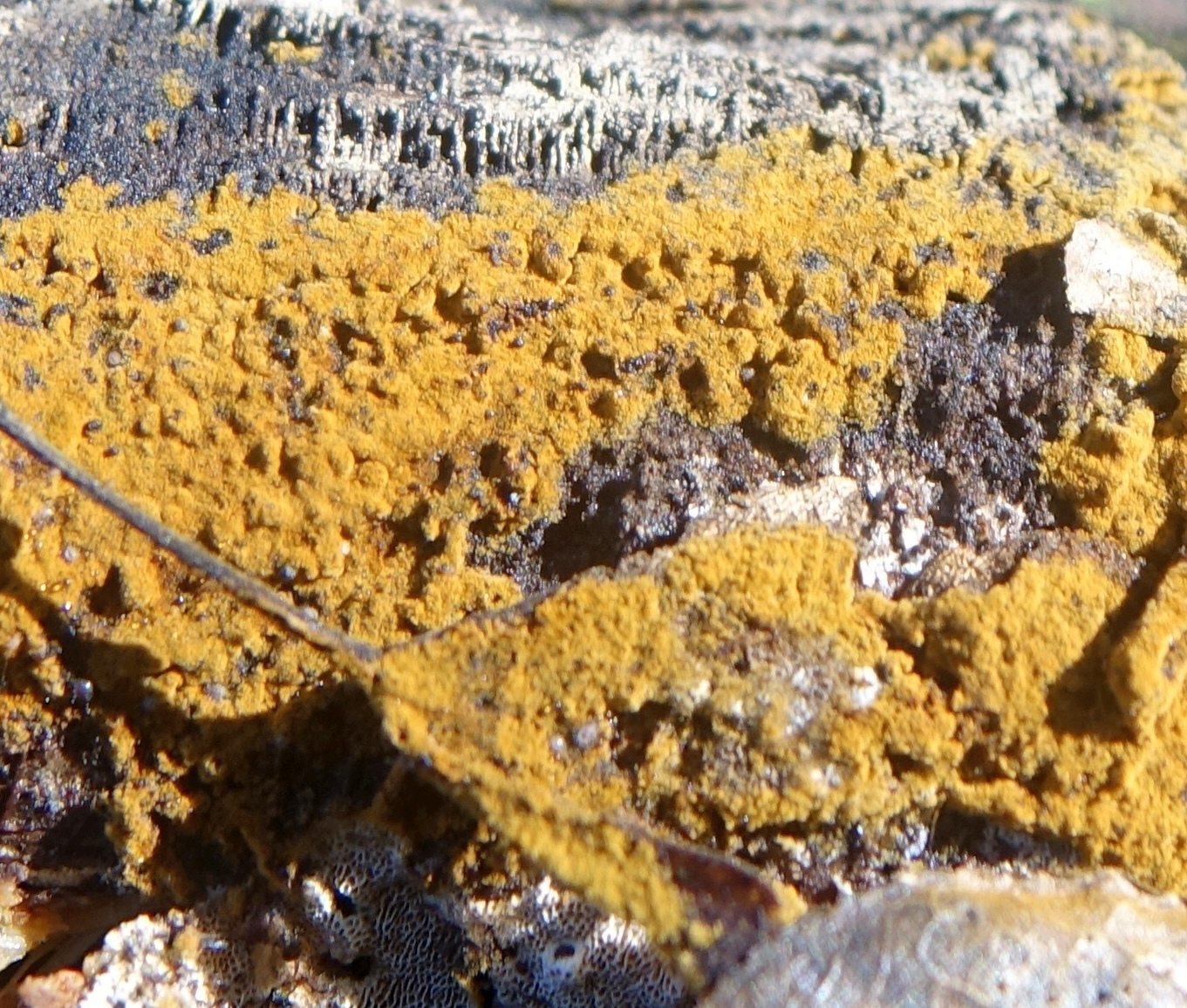

Woszczynka zmienna (Riopa metamorphosa (Fuckel) Miettinen & Spirin) – gatunek grzybów z rzędu żagwiowców (Polyporales).

## Systematyka
Pozycja w klasyfikacji według Index Fungorum: Riopa, Phanerochaetaceae, Polyporales, Incertae sedis, Agaricomycetes, Agaricomycotina, Basidiomycota, Fungi.
Po raz pierwszy opisał go w roku 1874 Leopold Fuckel, nadając mu nazwę Polyporus metamorphosus. W 2016 r. Otto Miettinen i Wiaczesław Spirin przenieśli go do rodzaju Riopa. Ma kilkanaście synonimów. Niektóre z nich:
- Ceriporia metamorphosa (Fuckel) Ryvarden & Gilb. 1993
- Ceriporiopsis aneirina f. metamorphosa (Fuckel) Domański 1965
- Emmia metamorphosa (Fuckel) Zmitr., Spirin & Malysheva 2006

Polską nazwę zaproponował Władysław Wojewoda w 2003 r. (dla nazwy naukowej Ceriporia metamorphosa). Po przeniesieniu do rodzaju Riopa nazwa stała się niespójna z nazwą naukową.

## Morfologia
Owocnik
Jednoroczny, rozpostarty, z ochrowymi lub pomarańczowymi plamami stadium konidialnego. Powierzchnia porów jasnożółta, pory nieregularne i labiryntowe, 1–3 na mm, o przegrodach, które wkrótce stają się głęboko poszarpane, wskutek czego powstaje hymenofor irpikoidalny. Brzegi owocnika sterylne, białe, miękkie, kosmate i przechodzące w obszary konidialne. Subikulum cienkie, białe do kremowego, miękkie i kosmate, o grubości mniejszej niż 1 mm. Warstwa rurek o grubości do 6 mm.
Stadium konidialne (anamorfa) rozwija się w plamach na stadium płciowym (teleomorfie). Jest ochrowe do pomarańczowego, mączyste z miękką, białą, kosmatą podstawą i brzegiem. Konidia 12 × 5–8 µm, jajowate z wąską, ściętą podstawą, lekko grubościenne, w KOH hialinowe do bladożółtych, nieamyloidalne i niedekstrynowalne, gładkie, rozwijające się na krótkich, bocznych odgałęzieniach komórek konidiotwórczych.
Cechy mikroskopowe
System strzępkowy monomityczny z kilkoma strzępkami o grubych ścianach; strzępki podrzędne luźno ułożone, z jedną przegrodą, hialinowe, przeważnie cienkościenne z częstymi rozgałęzieniami, często wyrastającymi na przegrodach, o średnicy 2,5–5 µm. Jest również kilka rozproszonych strzępek o grubych ścianach z okazjonalnymi przegrodami, lub niektóre segmenty bez przegród i podobne do strzępek szkieletowych. W tramie strzępki podobne. Brak cystyd i innych sterylnych elementów hymenium. Podstawki 20–35 × 5-6 µm, wąsko maczugowate, często z wydłużoną wąską podstawą, 4-sterygmowe z jedną przegrodą u podstawy. Bazydiospory 5,5–6,5 × 2–2,5 µm, alantoidalne do cylindrycznych, hialinowe, gładkie, ujemne w odczynniku Melzera.

## Występowanie i siedlisko
Podano stanowiska woszczynki zmiennej tylko w Europie. W Polsce do 2003 r. podano jedno tylko stanowisko w Puszczy Augustowskiej. Według W. Wojewody rozprzestrzenienie tego gatunku w Polsce i stopień zagrożenia nie są znane.
Nadrzewny grzyb saprotroficzny. W Polsce podano jego występowanie na pniu dębu szypułkowego, w innych krajach także na orzechu i jabłoni. Powoduje jednolitą białą zgniliznę drewna.